# Saint-Pôtan
 Saint-Pôtan  (en bretón Sant-Postan) es una población y comuna francesa, situada en la región de Bretaña, departamento de Côtes-d'Armor, en el distrito de Dinan y cantón de Matignon.

## Demografía
| 953 | 926 | 885 | 860 | 798 | 735 |
| Para los censos de 1962 a 1999 la población legal corresponde a la población sin duplicidades (Fuente: INSEE [Consultar]) |     |     |     |     |     |